# ホットペッパー (フリーペーパー)
ホットペッパー（Hot Pepper）は、リクルートのグループ会社であるリクルートライフスタイルが発行していた、月刊の無料クーポンマガジンである。2000年7月に創刊され、2023年11月24日発行の12月号を以って休刊し、ウェブサイト・アプリに一本化された。

## 概要
日本全国で地域別に発行されており、毎月最終金曜日に街頭・コンビニエンスストア等で配布される。地域の区分はかなり細かく東京都の場合、渋谷近辺、新宿近辺、銀座近辺など繁華街を中心として区分している。また、パソコンや携帯電話によって利用可能な同内容のWEBサービスを「HOT PEPPER グルメ」として全国で展開している。クーポンの内容は飲食店が中心だが、それ以外に美容系、カルチャー系なども含まれている。
2011年10月号（9月30日発行）より、東京23区発行版＜新宿・高田馬場版＞＜池袋版＞＜渋谷・恵比寿・目黒・自由が丘版＞＜銀座・新橋・有楽町・丸の内・上野版＞4版が「HOT PEPPER Beauty」として美容系の内容に変わった。こちらもホットペッパーグルメ同様、WEBサービスを全国で展開している。

## 特徴
- 給料日前後（月末金曜日）に発行されている。
- 広告を記事風に書いたり、またキャラクターを使うなどの工夫でユーザー（読者）に読みやすくしている。

## 発行地域
北は旭川市から南は鹿児島市まで日本各地で発行されている（2013年4月現在、33都道府県・50地域で386万部を発行）。特に全政令指定都市と大半の中核市において存在する。傾向としては太平洋ベルトに沿った都市で盛んに発行されている。2008年ごろには、発行部数が各都市の人口のおよそ6分の1となっている場合が多かったが（当時の総発行部数550万部）、スマートフォンなどのITの進化や競合他社の発達により発行部数が減少し、現在は9分の1から12分の1程度となっている。
| 地方名 | エリア名                                                       | 発行部数 | 創刊年月   |
| ------ | -------------------------------------------------------------- | -------- | ---------- |
| 北海道 | 旭川                                                           | 40,000   | 2001年07月 |
| 北海道 | 札幌                                                           | 215,000  | 2001年07月 |
| 東北   | 八戸                                                           | 35,000   | 2013年04月 |
| 東北   | 盛岡                                                           | 40,000   | 2008年08月 |
| 東北   | 仙台                                                           | 145,000  | 2001年07月 |
| 東北   | 郡山                                                           | 55,000   | 2001年03月 |
| 関東   | 宇都宮                                                         | 55,000   | 2002年05月 |
| 関東   | 浦和・大宮                                                     | 80,000   | 2001年07月 |
| 関東   | 柏・松戸                                                       | 45,000   | 2003年11月 |
| 関東   | 船橋・津田沼・市川・小岩                                       | 80,000   | 2001年07月 |
| 関東   | 千葉・幕張                                                     | 65,000   | 2001年07月 |
| 関東   | 新宿・高田馬場・中野・下北沢                                   | 120,000  | 2001年03月 |
| 関東   | 渋谷・恵比寿・原宿・表参道・六本木・自由が丘                   | 120,000  | 2001年03月 |
| 関東   | 池袋・目白                                                     | 80,000   | 2011年10月 |
| 関東   | 銀座・新橋・上野                                               | 180,000  | 2001年07月 |
| 関東   | 吉祥寺・荻窪・西荻窪・三鷹                                     | 45,000   | 2002年02月 |
| 関東   | 八王子・立川・多摩                                             | 70,000   | 2001年07月 |
| 関東   | 町田・相模原・厚木                                             | 90,000   | 2001年07月 |
| 関東   | 川崎・蒲田・鶴見                                               | 55,000   | 2002年02月 |
| 関東   | 横浜                                                           | 130,000  | 2001年07月 |
| 関東   | 湘南・藤沢・大船・茅ケ崎・辻堂・湘南台                         | 50,000   | 2003年06月 |
| 北信越 | 新潟                                                           | 65,000   | 2000年07月 |
| 北信越 | 長岡                                                           | 35,000   | 2000年07月 |
| 北信越 | 長野                                                           | 40,000   | 2008年08月 |
| 北信越 | 金沢                                                           | 60,000   | 2002年02月 |
| 東海   | 岐阜                                                           | 75,000   | 2002年05月 |
| 東海   | 静岡                                                           | 45,000   | 2002年05月 |
| 東海   | 浜松                                                           | 50,000   | 2002年05月 |
| 東海   | 名古屋                                                         | 150,000  | 2001年03月 |
| 関西   | 京都                                                           | 125,000  | 2001年07月 |
| 関西   | 茨木・高槻                                                     | 40,000   | 2001年03月 |
| 関西   | 大阪キタ・梅田・淀屋橋・本町・福島・京橋・天神橋筋             | 200,000  | 2001年07月 |
| 関西   | 大阪ミナミ・心斎橋・難波・南船場・堀江・天王寺・阿倍野・上本町 | 155,000  | 2001年07月 |
| 関西   | 堺・南大阪                                                     | 80,000   | 2001年07月 |
| 関西   | 神戸・明石                                                     | 145,000  | 2001年07月 |
| 関西   | 姫路・加古川                                                   | 110,000  | 2001年03月 |
| 関西   | 徳島                                                           | 40,000   | 2004年11月 |
| 中国   | 岡山・倉敷                                                     | 85,000   | 2002年02月 |
| 中国   | 福山                                                           | 35,000   | 2004年11月 |
| 中国   | 広島                                                           | 125,000  | 2001年07月 |
| 四国   | 高松                                                           | 45,000   | 2000年07月 |
| 四国   | 徳島                                                           | 40,000   | 2004年11月 |
| 四国   | 松山                                                           | 45,000   | 2002年08月 |
| 四国   | 高知                                                           | 35,000   | 2003年11月 |
| 九州   | 北九州                                                         | 70,000   | 2001年07月 |
| 九州   | 福岡                                                           | 150,000  | 2001年07月 |
| 九州   | 長崎                                                           | 45,000   | 2002年08月 |
| 九州   | 熊本                                                           | 55,000   | 2001年03月 |
| 九州   | 大分                                                           | 35,000   | 2004年06月 |
| 九州   | 宮崎                                                           | 35,000   | 2004年06月 |
| 九州   | 鹿児島                                                         | 60,000   | 2001年07月 |

## 表紙
2009年6月号までのイメージキャラクターとして、トウガラシの擬人化キャラクターが使用されていた。イラストカットの他、表紙が広告でない場合は15コマ前後の漫画が掲載された。彼女らは同じ職場のOLという設定であり、仕事や恋愛などの日常が描かれる。2009年7月号から2011年9月号までは、スヌーピーが表紙に登場していた。
- さやか（27）- 買い物好き
- はな（30）- かなりの酒豪
- ひろこ（29）- 子沢山。16女の母親
- まいこ（35）- 情報通
- みゆき（26）- 明るい姐御肌
- りんこ（22）- おしゃべり好きの新人
- 部長 - ピーマンの擬人化。唯一の男性

2011年9月から一新して、有名人を登場した。第1号は相武紗季、他にはキャラクターからはドラえもん（2020年9月号）・美少女戦士セーラームーン（2021年9月号）など、野球選手では山崎康晃（2017年4月号）・桑原将志（2018年5月号）がいた。

## CM
ホットペッパー創刊当初のCMでは、映画の1シーンのような映像とそれとは全く関係ない内容の関西弁のアテレコが使用されていた。映像の多くはCM用に日本国外でロケをしたもので、本物の映画のシーンを使っているわけではない。アテレコの声優は、このCMを企画した電通関西支社クリエイティブディレクターの山崎隆明。また、2006年7月以降のSMAPを起用したCMは山崎のアテレコが入るのは同様であるが、映像については映画『シュート!』、ドラマ『あぶない少年III』、『デリ!スマ』およびSMAPのコンサートからそれぞれ流用されている。なお森且行在籍時の映像も使われているが、森の出演しているシーンは一切使われていない。後期のコンサートの映像を使ったバージョンでは、メンバー5人はSMAPではなく「するめまんじゅう」という名のバンドという設定になっている。
2009年6月に放映開始された木村カエラとピーナッツのキャラクターが共演するCMは話題となり、CMソングの『ホットペッパーの唄』が着うたとして人気を博した。
2012年現在ではトウガラシを基にしたマスコットが兎のダンス（野口雨情作詞、中山晋平作曲）の替え歌を歌うものとなっている。また、Beautyも別にCMが製作されており、創刊当初は松本潤（嵐）を、2012年11月からは石原さとみを、2013年11月からは戸田恵梨香とマツコ・デラックス、2015年9月からは佐々木希と石田ゆり子と菅田将暉、2016年11月からは西島秀俊と志賀廣太郎と岡山天音と岸井ゆきのを起用している。
2019年11月20日には、12年ぶりの関西弁のアテレコCMが放送。特設サイトでは、動画のアテレコなしのバージョンがダウンロードできる。
2025年以降は、『ちびまる子ちゃん』『NARUTO』『天才バカボン』『おそ松さん』の登場キャラクターをフィーチャーしたテレビCMが放送されており、またこれらのCMはホットペッパーグルメHP内特設サイトで見る事が出来る。

## その他
- 無料で配布している雑誌の為、お笑いタレントには「万引きしたと思って注意したらホットペッパーだった」というネタがよく使われる。これまでにですよ。やイシバシハザマなどが使っている。
- サントリーの缶コーヒー・BOSSのCMで、トミー・リー・ジョーンズと柳原可奈子がホットペッパーを配っている（BOSS「公園」編）。

## 参考資料
- 流通科学大学「NO クーポン NO LIFE ―クーポンのない生活は考えられない―」